# Retrorsum causa et effectus
Retrorsum causa et effectus of omkering van oorzaak en gevolg is een drogreden, waarbij een verband gelegd wordt dat niet noodzakelijk waar is, omdat de oorzaak en het gevolg omgedraaid worden.

## Voorbeelden
"Met een rolstoel rijden is gevaarlijk, want de meeste rolstoelgebruikers hebben meer ongevallen gehad dan gemiddeld."
Hier is de werkelijke reden dat deze mensen in een rolstoel zitten juist het feit dat ze een ongeluk hebben gehad. Niet andersom. Alhoewel de stelling statistisch bewezen zou kunnen worden, is de redenering niet juist.
"Kinderen die veel tv kijken, zijn vaak gewelddadiger. De tv maakt kinderen gewelddadig."
Deze redenering is onjuist, omdat het omgekeerde ook waar zou kunnen zijn; kinderen die gewelddadig zijn zouden ook gewoon meer van tv kunnen houden.
Een ander, historisch voorbeeld is dat mensen in de Middeleeuwen ervan overtuigd waren dat luizen een gunstige invloed op de gezondheid hadden, omdat ze zelden werden aangetroffen op de hoofden van zieke mensen. De drogreden hier, was dat de mensen ziek werden, omdat de luizen het hoofd verlieten. De echte reden is dat luizen zeer gevoelig zijn voor verschillen in lichaamstemperatuur. Een kleine verhoging, ofwel een lichte koorts, zorgt er al voor dat de luizen een andere gastheer gaan zoeken. Omdat men toen nog geen thermometers had, konden deze temperatuurverschillen nog niet worden waargenomen. Omdat de merkbare symptomen van ziekten pas later kwamen ontstond de indruk dat het vertrek van de luizen de oorzaak van de ziekte was.